# Natasha Richardson
Natasha Jane Richardson (London, 1963. május 11. – New York, 2009. március 18.) Tony-díjas angol színésznő. 
Édesanyja Vanessa Redgrave Oscar-díjas színésznő, édesapja a brit free cinema egyik legjelentősebb rendezője, Tony Richardson. Natasha színészdinasztiában élt: nagyapja, Michael Redgrave, nagynénje, Lynn Redgrave, nagybátyja, Corin Redgrave, húga, Joely Richardson és második férje, Liam Neeson, valamint unokahúga, Jemma Redgrave szintén színészként váltak ismertté. Natasha négyéves korában kezdett ismerkedni a filmezés világával. Karrierje az 1980-as évek közepén kezdett felfelé ívelni. Művészfilmekben és könnyedebb hangvételű alkotásokban egyaránt szerepelt. Az 1990-es évektől főleg színpadi színésznőként méltatták, alakításait rangos díjakkal jutalmazták. AIDS-ben elhunyt édesapja emlékére jelentős összegekkel támogatta e betegség elleni küzdelmet. A színésznő egy síbaleset során elszenvedett fejsérülése következtében kómába esett, és két nappal később elhunyt.

## Pályafutása

### A kezdetek
Natasha Richardson négyéves volt, amikor szülei elváltak. Tony Richardson ugyanabban az évben kezdte el forgatni A könnyűlovasság támadása (1968) című drámáját Vanessa Redgrave, Trevor Howard és John Gielgud főszereplésével. Natasha az esküvői jelenetben kapott egy kicsiny szerepet. Öt évvel később Enzo G. Castellari A rendőrség megbélyegez, a törvény felment (La Polizia incrimina la legge assolve) (1973) című spanyol-olasz filmjében statisztált, melynek édesanyja akkori élettársa (és későbbi férje), Franco Nero volt a főszereplője. Natasha Londonban fejezte be iskolai tanulmányait, és a Central School of Speech and Drama intézményében kezdte tanulni a színészmesterséget. 1984-ben egy fiatal prostituált szerepét játszotta az Ellis Island című tévésorozatban, melynek főszerepeit Richard Burton és Faye Dunaway alakították. Kevin Murray szerepét Liam Neeson formálta meg. Natasha színházi karrierje a leedsi West Yorkshire Playhouse színpadán kezdődött, ahol 1985-ben Csehov A Sirály című darabjában szerepelt. A következő esztendőben a brit filmgyártás fenegyereke, Ken Russell rábízta Mary Shelley szerepét a Gótika, avagy a szellem éjszakája (1986) című alkotásában. A kivételes vizuális fantáziáról tanúskodó produkció annak az éjszakának a hátborzongató történetét idézi fel, amely állítólag Shelley híres regényét, a Frankensteint ihlette. A színésznő partnerei: Julian Sands, Gabriel Byrne, Timothy Spall és Myriam Cyr.

### Filmes és színpadi sikerek
Natasha Mary Shelley-alakítása felkeltette Paul Schrader figyelmét, aki Patty Hearst megformálására kérte fel a színésznőt. Patty a legendás sajtócézár, William Randolph Hearst unokája volt. Az 1970-es években terroristák fogságába esett, akik oly mértékben megváltoztatták gondolkodásmódját, hogy Patty részt vett egyik akciójukban is, egy bankrablásban. Ügye az évtized egyik nagy szenzációja volt. Schrader annyira elégedett volt Natasha alakításával, hogy következő filmjébe is meghívta. Az Idegen kényelem  (1990) főszereplői egy fiatal házaspár (Natasha és Rupert Everett), akiknek kapcsolata válságba került. Elutaznak korábbi boldogságuk helyszínére, Velencébe, ahol megismerkednek egy középkorú párral (Christopher Walken és Helen Mirren). Négyük kapcsolata tragikusan ér véget. Schrader filmje nem lett igazán sikeres, egyes kritikusok szerint lassú, unalmas és zavaros. Richardson következő filmjét a német Volker Schlöndorff rendezte, aki az irodalmi adaptációk egyik mesteremberének számít, többek között Robert Musil, Heinrich Böll, Günter Grass,  Marcel Proust és Arthur Miller egy-egy művét filmesítette meg. A szolgálólány meséje Margaret Atwood magyar nyelven is megjelent utopisztikus regénye alapján készült. Natasha különösen örült annak, hogy olyan tapasztalt kollégákkal játszhatott együtt, mint Robert Duvall, Aidan Quinn és Faye Dunaway. 1991-ben mutatták be az Egy szívesség, egy óra és egy nagyon nagy hal és az Éjféli őrjöngés című filmjeit, melyek Magyarországra is eljutottak. Az előbbi egy vígjáték, az utóbbi pedig egy pszichothriller. Tennessee Williams drámája alapján készült a Hirtelen, múlt nyáron (1993) című tévéfilm, melyben Richardson Elizabeth Taylor híres szerepét, Catherine Hollyt játszhatta el Maggie Smith és Rob Lowe partnereként. Michael Apted rendezte a Nell, a remetelány (1994) című drámát, amelynek hősnője (Jodie Foster) a civilizációtól távol, egy erdőben nevelkedett. Nellt egy pszichológus pár próbálja visszavezetni az emberek közé. A párt Natasha és Liam Neeson alakították.

## Magánélete
Natasha négyéves volt, amikor szülei elváltak. Londonban fejezte be iskolai tanulmányait, és a Central School of Speech and Drama intézményében kezdte tanulni a színészmesterséget.
Első férje Robert Fox producer volt, akit 1985-ben Csehov Sirály című drámájából készült film forgatásán ismert meg; 1990 és 1992 között voltak házasok.
Liam Neeson ír színésszel 1994 nyarán kötött házasságot a New York állambeli Millbrookban, ezután felvette az amerikai állampolgárságot. Két fiuk született: Micheál 1995-ben, Daniel 1996-ban.
Édesapjának, Tony Richardsonnak AIDS-vírus miatt bekövetkezett halála után Natasha jelentős összegekkel támogatta a betegségben szenvedőket.

## Halála
2009. március 16-án a kanadai Mont Tremblant síterepen (Quebec tartomány) síbalesetet szenvedett, feje ütést kapott. Szállására hazatérve fejfájásra panaszkodott. Először a helyi kórházba, majd onnan – gyorsan súlyosbodó állapota miatt – a montréali Sacré-Cœur speciális klinikára szállították. Kómába esett. Másnap, kritikus állapotban légi úton a New York-i Lenox Hill kórházba szállították át. Március 18-án családja elbúcsúzott tőle, majd lekapcsolták az életét fenntartó gépeket. New Yorkban temették el.
Natasha Richardson halála után a kanadai és az Egyesült Államok-beli sajtóban vita bontakozott ki a bukósisak kötelezővé tételéről a síelők számára. Ez végül nem történt meg. A quebeci síszövetség nagyszabású és eredményes kampányt szervezett, biztonsági sisak használatára ösztönözve a síelőket.

## Filmográfia

### Film
| Év   | Magyar cím                                    | Eredeti cím                                 | Szerep                                       | Magyar hang     |
| ---- | --------------------------------------------- | ------------------------------------------- | -------------------------------------------- | --------------- |
| 1968 | A könnyűlovasság támadása                     | The Charge of the Light Brigade             | kislány az esküvőn (stáblistán nem szerepel) |                 |
| 1983 |                                               | Every Picture Tells a Story                 | Miss Bridle                                  |                 |
| 1986 | Gótika, avagy a szellem éjszakája             | Gothic                                      | Mary Shelley                                 | Kocsis Judit    |
| 1986 | Gótika, avagy a szellem éjszakája             | Gothic                                      | Mary Shelley                                 | Ónodi Eszter    |
| 1987 |                                               | A Month in the Country                      | Alice Keach                                  |                 |
| 1988 | Patty Hearst                                  | Patty Hearst                                | Patty Hearst                                 | Németh Borbála  |
| 1989 | Fat Man és Little Boy                         | Fat Man and Little Boy                      | Jean Tatlock                                 |                 |
| 1990 | A szolgálólány meséje                         | The Handmaid's Tale                         | Kate / Offred                                | Rudolf Teréz    |
| 1990 | Idegenek Velencében                           | The Comfort of Strangers                    | Mary                                         | Ábrahám Edit    |
| 1990 | Idegenek Velencében                           | The Comfort of Strangers                    | Mary                                         | Csampisz Ildikó |
| 1991 | Egy szívesség, egy óra és egy nagyon nagy hal | The Favour, the Watch and the Very Big Fish | Sybil                                        | Spilák Klára    |
| 1991 | Egy szívesség, egy óra és egy nagyon nagy hal | The Favour, the Watch and the Very Big Fish | Sybil                                        | Náray Erika     |
| 1991 | Egy szívesség, egy óra és egy nagyon nagy hal | The Favour, the Watch and the Very Big Fish | Sybil                                        | Ullmann Mónika  |
| 1991 | Éjféli őrjöngés                               | Past Midnight                               | Laura Mathews                                | Györgyi Anna    |
| 1994 | Nell, a remetelány                            | Nell                                        | Dr. Paula Olsen                              | Fehér Anna      |
| 1994 | Vígözvegyek                                   | Widows’ Peak                                | Mrs Edwina Broome                            |                 |
| 1998 | Apád, anyád idejöjjön!                        | The Parent Trap                             | Elizabeth "Liz" James                        | Kovács Nóra     |
| 2001 | Fújd szárazra, édes!                          | Blow Dry                                    | Shelley Allen                                | Kovács Nóra     |
| 2001 |                                               | Chelsea Walls                               | Mary                                         |                 |
| 2002 | Négyen résen                                  | Waking Up in Reno                           | Darlene Dodd                                 | Vándor Éva      |
| 2002 | Álmomban már láttalak                         | Maid in Manhattan                           | Caroline Lane                                | Juhász Judit    |
| 2002 | Álmomban már láttalak                         | Maid in Manhattan                           | Caroline Lane                                | Solecki Janka   |
| 2005 | A fehér grófnő                                | The White Countess                          | Sofia Belinskya grófnő                       | Kováts Adél     |
| 2005 |                                               | Asylum                                      | Stella Raphael                               |                 |
| 2007 | Este                                          | Evening                                     | Constance Lord                               | Antal Olga      |
| 2008 | Vadócka                                       | Wild Child                                  | Mrs. Kingsley                                |                 |
| 2010 |                                               | The Wildest Dream (dokumentumfilm)          | Ruth Mallory (hangja)                        |                 |

### Televízió
| Év   | Magyar cím                | Eredeti cím                       | Szerep                   | Megjegyzések           |
| ---- | ------------------------- | --------------------------------- | ------------------------ | ---------------------- |
| 1984 |                           | Oxbridge Blues                    | Gabriella Folckwack      |                        |
| 1984 |                           | Ellis Island                      | fiatal prostituált       | minisorozat (1 epizód) |
| 1985 | Sherlock Holmes kalandjai | The Adventures of Sherlock Holmes | Violet Hunter            | 1 epizód               |
| 1987 |                           | Theatre Night                     | Regina                   | 1 epizód               |
| 1992 |                           | Hostages                          | Jill Morrell             | tévéfilm               |
| 1993 |                           | Zelda                             | Zelda Fitzgerald         | tévéfilm               |
| 1993 |                           | Great Performances                | Catharine Holly          | 1 epizód               |
| 1996 | Mesék a kriptából         | Tales from the Crypt              | Fiona Havisham           | 1 epizód               |
| 2001 | Menedék a halálból        | Haven                             | Ruth Gruber              | tévéfilm               |
| 2007 |                           | The Mastersons of Manhattan       | Victoria Masterson       | tévéfilm               |
| 2008 |                           | Top Chef: New York                | önmaga (vendég zsűritag) | 1 epizód (5. évad)     |

## Díjai és jelölései
British Independent Film Awards
- 2005: jelölés, Asylum (legjobb színésznő)

Evening Standard British Film Awards
- 1991: díj, Idegen kényelem (legjobb színésznő; A szolgálólány meséje című filmért is)
- 2006: díj, Asylum (legjobb színésznő)

Karlovy Vary-i Nemzetközi Filmfesztivál
- 1994: díj, Víg özvegyek (legjobb színésznő)